# То была она!
То была она! — рассказ Антона Павловича Чехова. Написан в 1886 году, впервые опубликован в 1886 году в журнале «Осколки» № 52 от 27 декабря с подписью А. Чехонте.

## Публикации
Рассказ А. П. Чехова «То была она!» написан в 1886 году, впервые опубликован в журнале «Осколки», 1886, № 52 от 27 декабря с подписью А. Чехонте, в 1887 году включен в сборник «Невинные речи», вошёл собрание сочинений А. П. Чехова, издаваемое А. Ф. Марксом.
При жизни Чехова рассказ переводился на болгарский, немецкий, норвежский, польский и чешский языки.

## Критика
Критик А. Басаргин отнёс рассказ к «совсем невинным рассказам», которые писались Чеховым «на разные фантастические темы, — очевидно, по разным случайным поводам».

## Сюжет
Полковник пенсионного возраста Вывертов рассказывает о своей жизни трём молодым честолюбивым дамам. Однажды в 1843 году он находился с полком в польском городе Ченстохове. Зима в то время была такой суровой, что часовые частенько отмораживали носы, а вьюга засыпала дороги. Полковник, в то время подпоручик, был женат, но считался сорванцом, так как бивал шляхтичей и был замешан в амурных историях.
В качестве адъютанта он часто бывал в разъездах. Как-то под Рождество, в плохую погоду, его послали в деревню Шевелки. Во время поездки занесло дорогу и возница решил ехать на авось. Так они очутились у ворот имения поляка графа Боядловского. Их пустили переждать непогоду, угостили, усадили играть в карты, а потом отвели спать в «графские хоромы».
Управляющий предупредил Вывертова, что в доме могут быть привидения. Перед сном подпоручик услышал шлепанье туфель и как кто-то открыл двери. Он почувствовал, что женские руки легли ему на плечи. Женщина сказала: «Я люблю тебя… Ты для меня дороже жизни». Вместе она привели ночь. В следующую ночь встреча повторилась, поскольку метель ещё больше усилилась. Но через день они уехали.
Слушательницы поинтересовались у полковника — кто была эта женщина, на что тот ответил, что это была его жена, ведь он с ней ехал в Шевелки. Барышни были разочарованы и даже перестали есть ужин. Они посчитали рассказ надсмешкой над ними.
Но полковник не растерялся и сказал: «Не сердитесь, барышни, я пошутил. То была не моя жена, а жена управляющего…». На это известие барышни повеселели, у них исчезла скука и появился аппетит.